# 九华乡 (青阳县)
九华乡，是中华人民共和国安徽省池州市青阳县下辖的一个乡镇级行政单位。

## 行政区划
九华乡下辖以下地区：
乔安村、二圣村、老田村、代村、拥华村和柯村。